# 7月17日
7月17日（しちがつじゅうしちにち）は、グレゴリオ暦で年始から198日目（閏年では199日目）にあたり、年末まであと167日ある。

## できごと

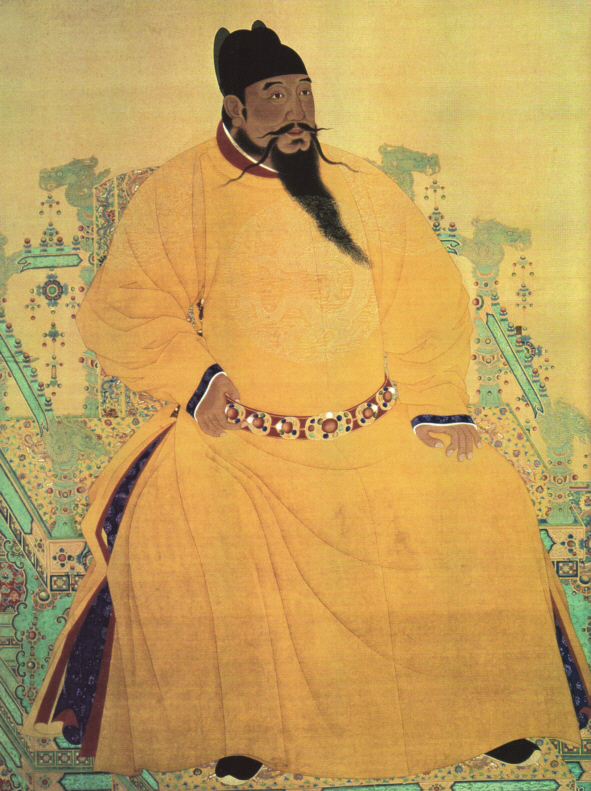
永楽帝、明の皇帝に即位 (1402)

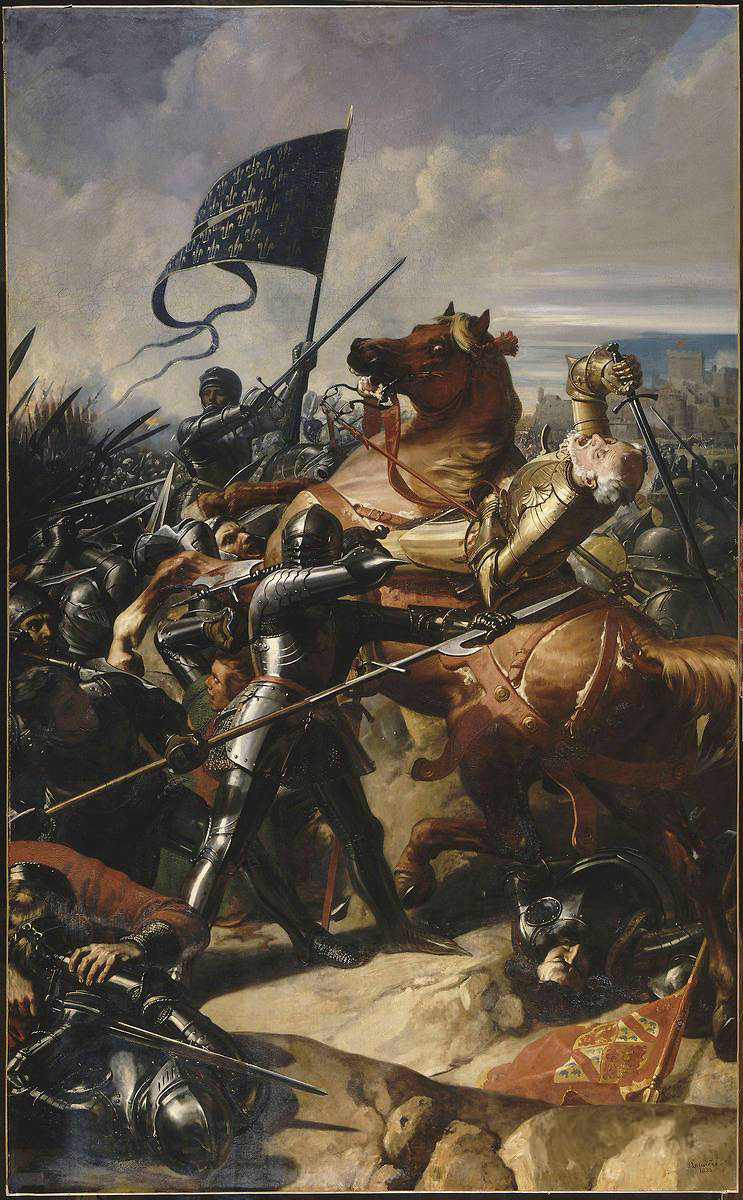
百年戦争最後の戦い、カスティヨンの戦い (1453)。フランスが勝利。画像、馬上で戦死しているのはイングランド軍の指揮官ジョン・タルボット

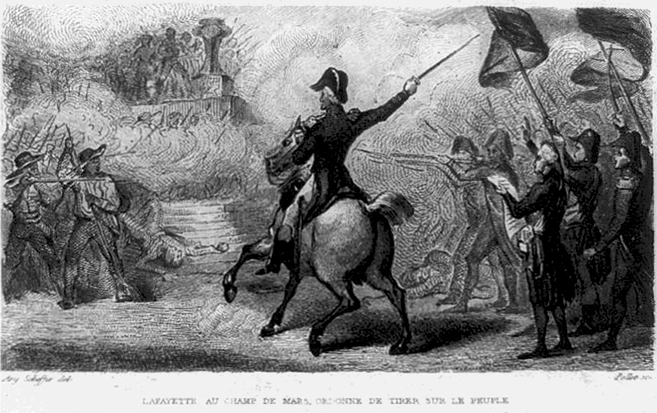
フランス革命、シャン・ド・マルスの虐殺 (1791)。ラファイエットによる共和派への発砲事件。

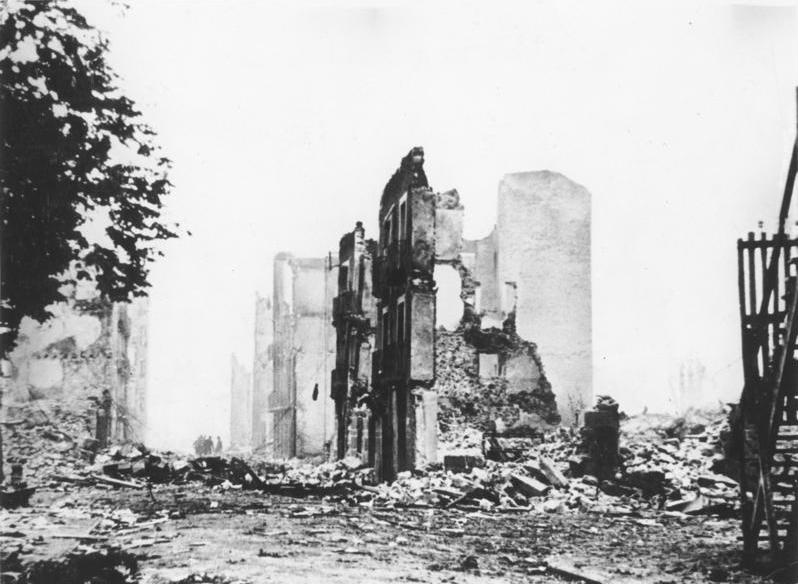
スペイン内戦勃発 (1936)。画像は1937年に廃墟となったゲルニカ

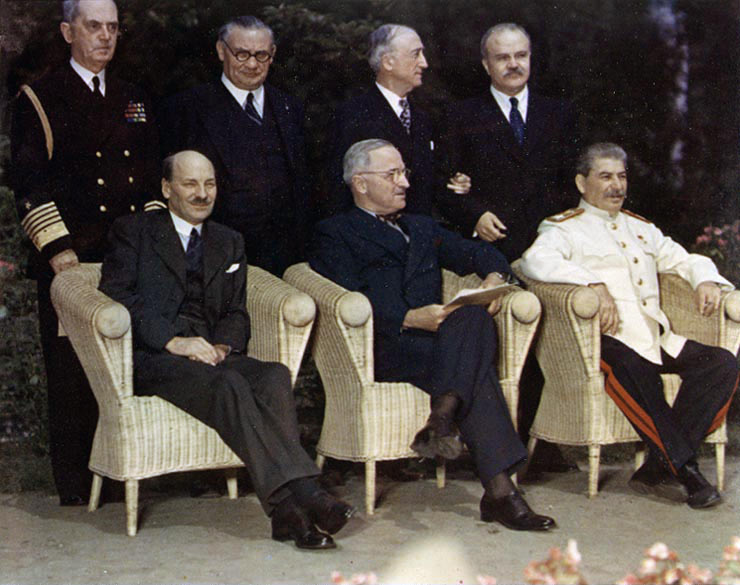
ポツダム会談 (1945)。日本の降伏条件などが話し合われた。画像前列左からアトリー、トルーマン、スターリン。

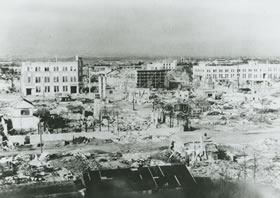
沼津大空襲 (1945)

米ソの宇宙船がドッキングを成功させたアポロ・ソユーズテスト計画 (1975)

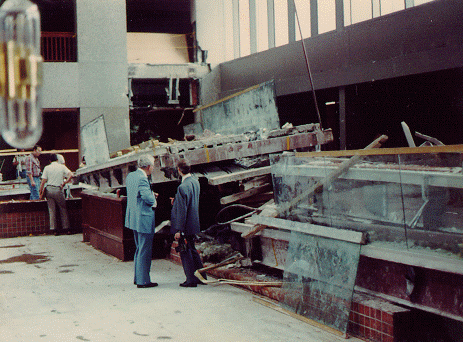
ハイアットリージェンシー空中通路落下事故 (1981)

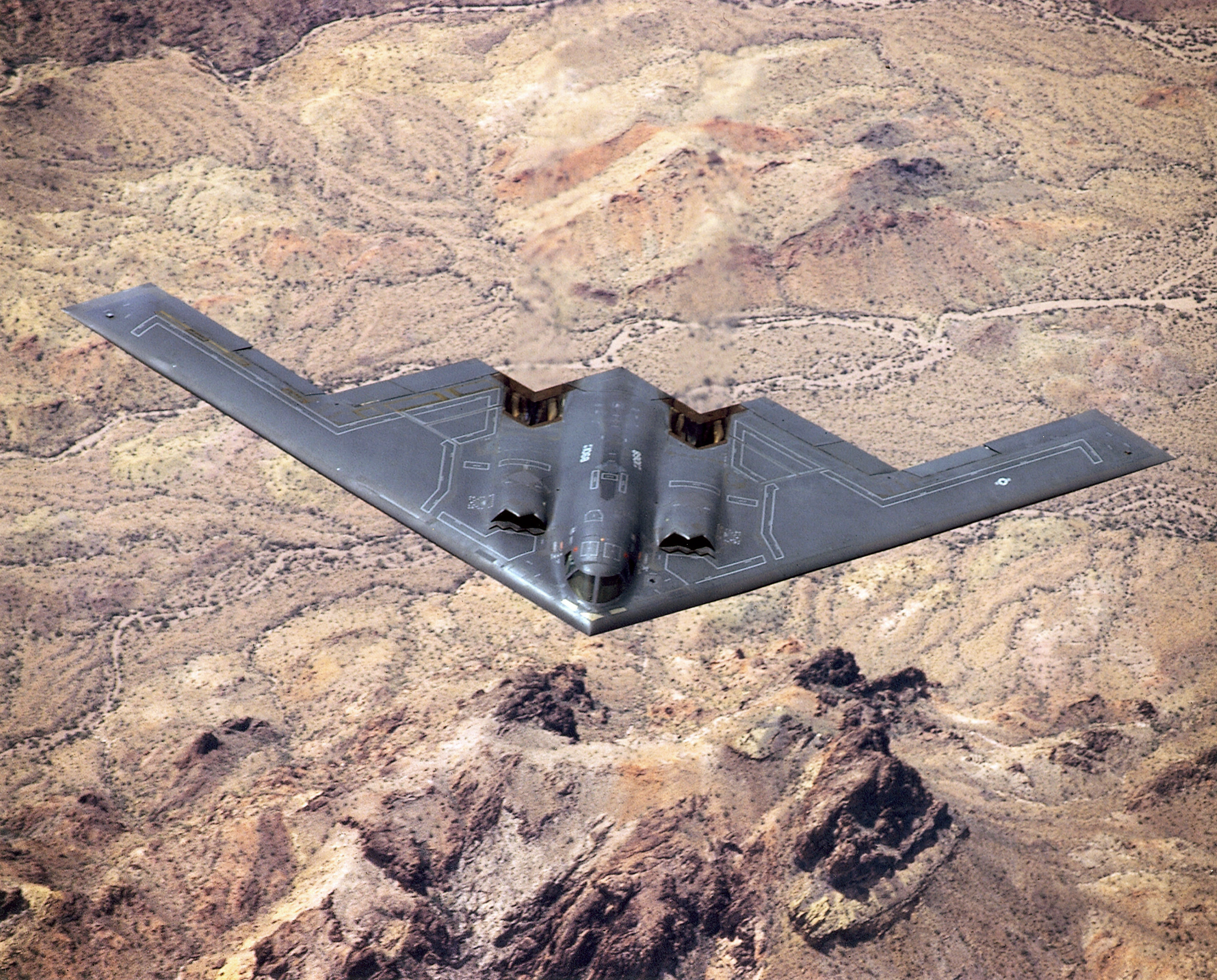
米空軍のステルス戦略爆撃機、B-2初飛行 (1989)

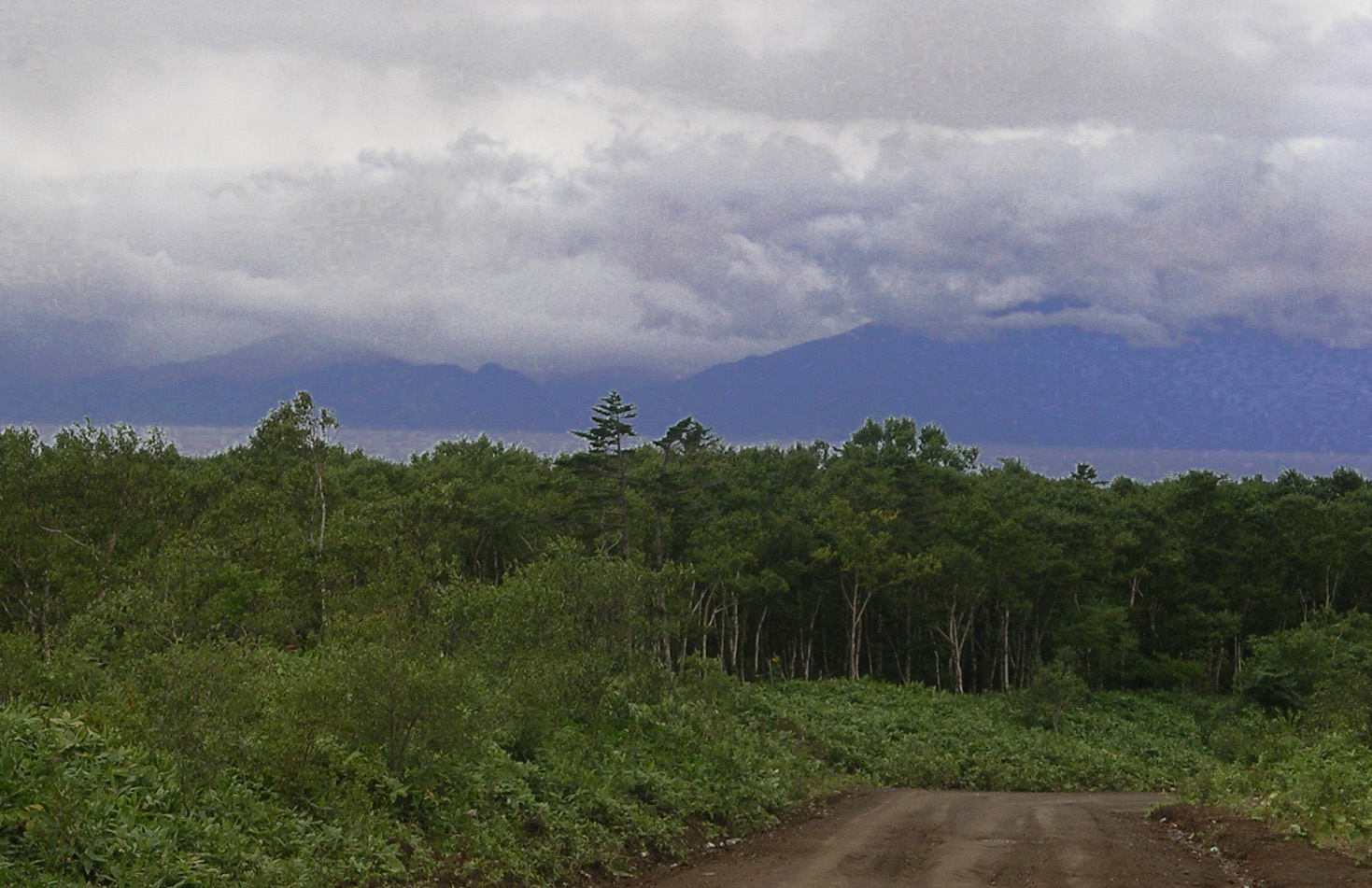
知床半島、世界遺産に登録 (2005) 画像は国後島から望む知床。

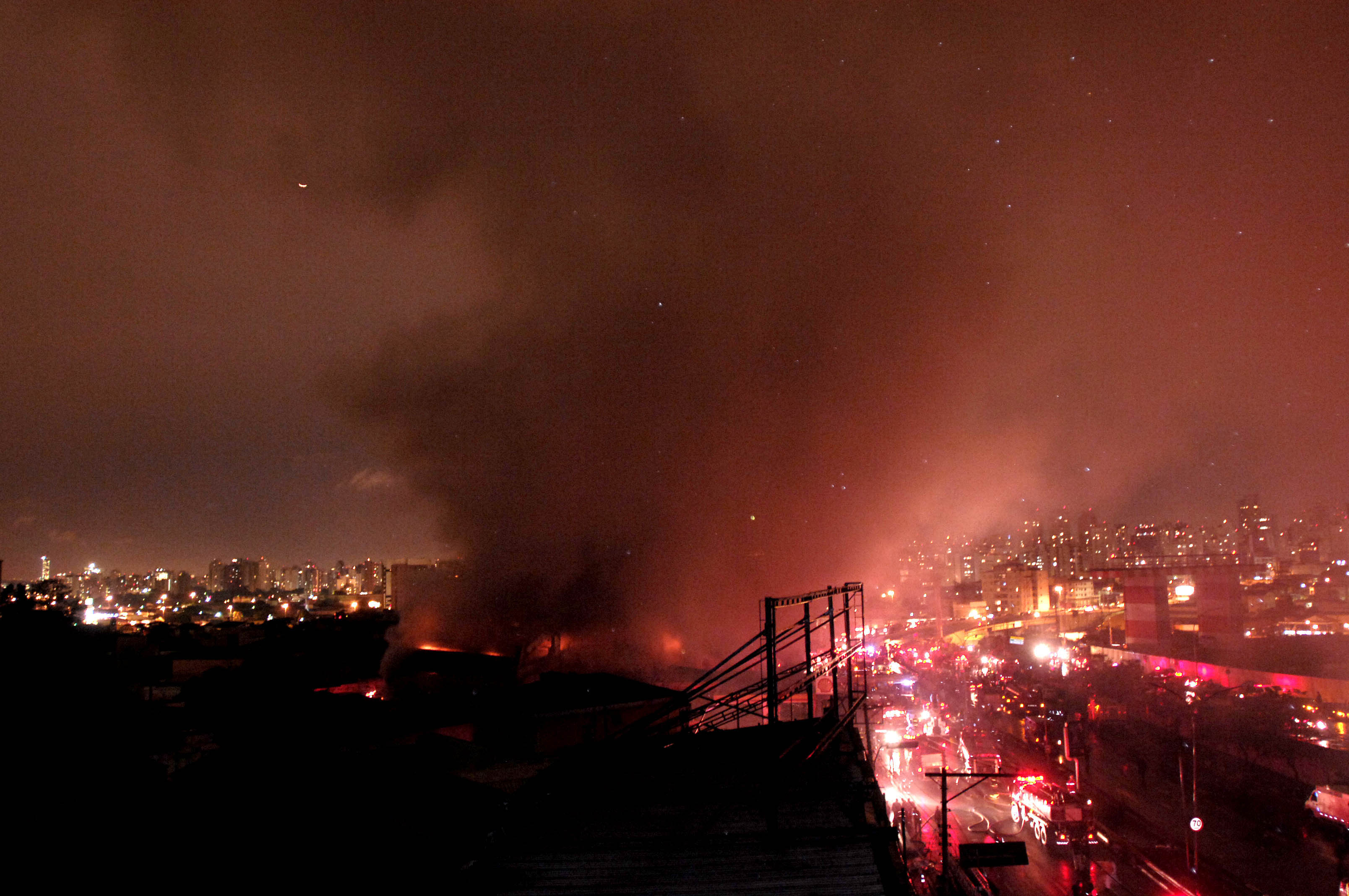
TAM航空3054便オーバーラン事故 (2007)

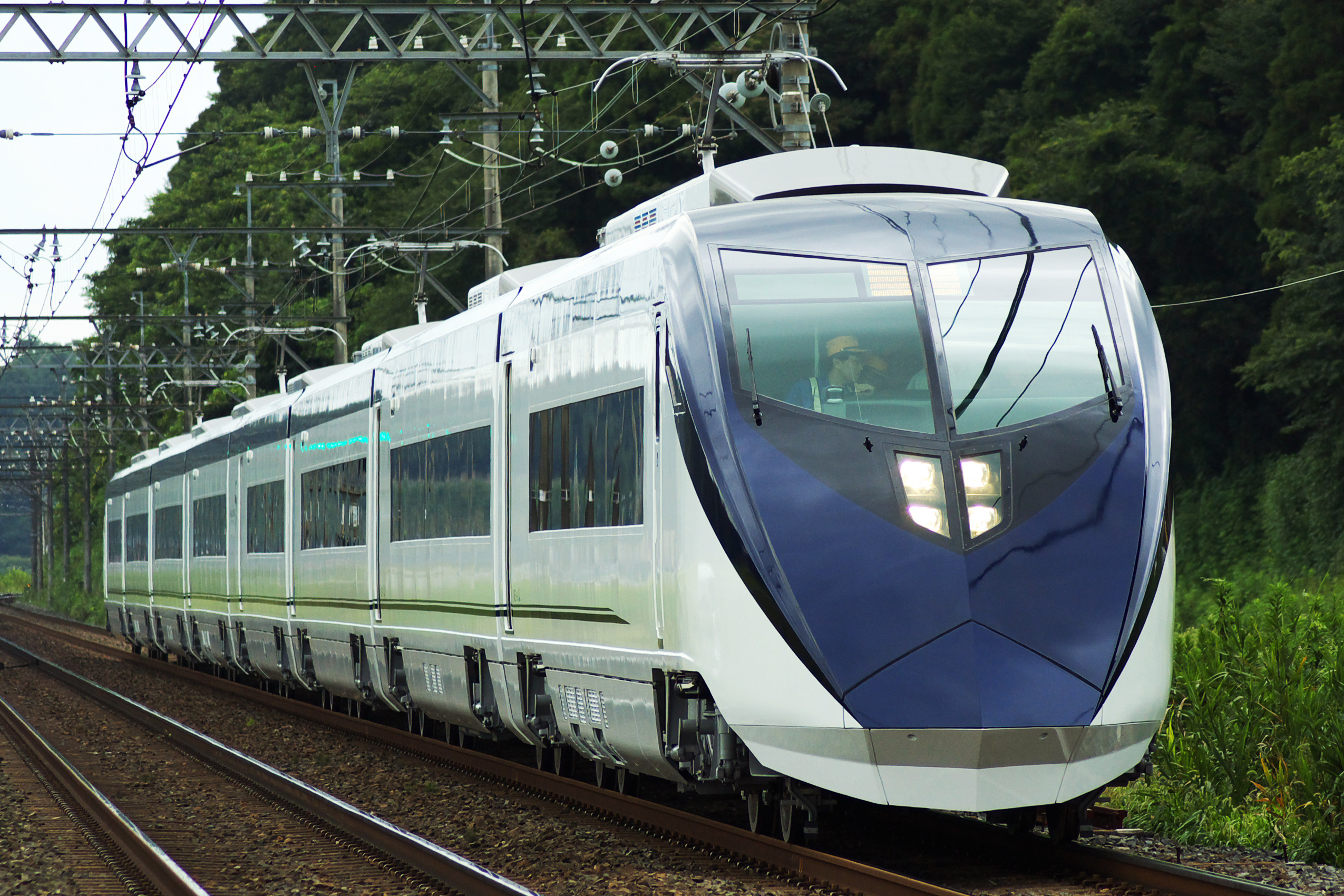
京成成田空港線開業 (2010) 画像は新型スカイライナーAE形

- 180年 - 北アフリカのスキッリウム（英語版）でキリスト教徒20人が殉教。
- 587年（用明天皇2年6月7日） - 蘇我馬子が穴穂部皇子を暗殺。
- 645年（皇極天皇4年6月19日） - 孝徳天皇らが群臣を大槻の樹下に集めて忠誠を誓わせる。（『日本書紀』による）
- 1054年 - ローマ王ハインリヒ3世の息子ハインリヒがハインリヒ4世としてローマ王に就任した。
- 1333年（元弘3年/正慶2年6月5日） - 配流されていた隠岐島から脱出した後醍醐天皇が京に到着。
- 1402年（建文4年6月17日） - 靖難の変で勝利した燕王朱棣（永楽帝）が明の皇帝に即位。
- 1429年 - フランス王シャルル7世がランスで戴冠。
- 1453年 - 百年戦争: カスティヨンの戦い。フランスが勝利。
- 1488年（長享2年6月9日） - 加賀一向一揆で、加賀国の守護の富樫政親が殺害される。
- 1589年（天正17年6月5日） - 摺上原の戦いが行われる。
- 1620年（元和6年6月18日） - 徳川秀忠の五女・和子が後水尾天皇の女御として入内。
- 1717年 - テムズ川でのイギリス国王ジョージ1世の舟遊びで、ヘンデルの『水上の音楽』が初演。
- 1791年 - フランス革命: シャン・ド・マルスの虐殺が起こる。
- 1841年 - イギリスで風刺漫画雑誌『パンチ』が創刊。
- 1853年（嘉永6年6月12日） - 黒船来航：ペリー率いるアメリカ艦隊が江戸幕府からの国書回答猶予要請を受けて浦賀を出港。
- 1868年（明治元年5月28日） - 沼津兵学校創立。
- 1880年 - 旧刑法と治罪法（刑事訴訟法の前身）が公布される。なお、施行は1882年1月1日から。
- 1899年 - アメリカウェスタン・エレクトリックとの合弁で日本電気（NEC）設立。日本初の合弁事業。
- 1900年 - 福島県の安達太良山で大規模な噴火。火口に近い硫黄鉱山の生活居住棟などが火砕サージや降灰で全壊し、死者・行方不明者64人。負傷者19人のうち15人は一ヶ月以内に死亡した[1]。
- 1916年 - 牧田らく・黒田チカの2人が東北帝国大学理科大学を卒業。日本女性初の学士号を得る。
- 1917年 - ジョージ5世の命で英王室の家名がサクス＝コバーグ＝ゴータからウィンザーに改称、ウィンザー朝が始まる。
- 1918年（ユリウス暦7月4日） - ロシア革命: ロシア・エカテリンブルクのイパチェフ館に監禁されていた元ロシア皇帝ニコライ2世とその家族らがボリシェヴィキにより銃殺される（ロマノフ家の処刑）。
- 1924年 - 日本棋院創立[2]。
- 1936年 - スペイン内戦が勃発。
- 1937年 - 日中戦争: 廬山会談。中国国民党の蔣介石と中国共産党の周恩来が会談し、抗日決戦で合意。
- 1938年 - ダグラス・コリガンが無着陸大西洋横断飛行に出発。政府の許可を受けずに行った飛行であったが、本人は「方向を間違えただけ(wrong way)」と主張し、"Wrong Way" Corriganとして知られるようになる。
- 1944年 - ポートシカゴの惨事（ポートシカゴの海軍兵器庫で発生した壊滅的な爆発事故）が起こる。
- 1945年 - 第二次世界大戦: ポツダム会談。英首相ウィンストン・チャーチル、米大統領ハリー・S・トルーマン、ソ連共産党書記長ヨシフ・スターリンがドイツのポツダムで会談し、戦後処理と日本の降伏条件について話し合う。
- 1945年 - 第二次世界大戦・日本本土空襲: 沼津大空襲[3]。
- 1948年 - 大韓民国憲法（第一共和国憲法）制定。
- 1951年 - レオポルド3世がベルギー国王を退位し、長男のボードゥアン1世が第5代ベルギー国王として即位。
- 1953年 - 伊東絹子がミス・ユニバース1953で3位に入賞。（日本時間18日）スリーサイズは欧米美女並みの34-22-36インチ（86-56-92cm）[4][5]。
- 1953年 - 南紀豪雨: 翌18日にかけて紀州大水害が発生。死者615人、行方不明者431人。
- 1955年 - アメリカのカリフォルニア州アナハイムにディズニーランドがオープン。
- 1956年 - 「もはや戦後ではない」の文言が記された『経済白書』が発表され、経済面での戦後は終わったと宣言[6]。
- 1965年 - 海上自衛隊のP-2哨戒機が新型照明弾の投下試験中に銚子沖で墜落。11人死亡[7]。
- 1966年 - 『ウルトラマン』第1話の放送がTBS系各局で開始。
- 1968年 - イラクで7月17日革命が起きる。
- 1970年 - 家永教科書裁判第二次訴訟の第一審で東京地裁が、教科書検定は検閲に当たり違憲であるとして、原告全面勝訴の判決を出す。
- 1971年 - 日本プロ野球のオールスターゲーム第1戦（西宮）で、全セ先発の江夏豊（阪神）が9者連続奪三振（江夏のオールスター9連続奪三振）を達成、最終的に全セは継投によるノーヒットノーランも達成した。
- 1971年 - 今井通子がグランド・ジョラス北壁に登頂。女性初のアルプス三大北壁登頂を達成。
- 1973年 - アフガニスタン国王ザーヒル・シャーが病気療養のためイタリアに滞在中、従兄弟のムハンマド・ダーウード元首相がクーデターを起こし、国王を廃位。ザーヒル・シャーはそのままイタリアに亡命。
- 1975年 - ひめゆりの塔を参拝した皇太子明仁親王（当時）と美智子皇太子妃（当時）に、左翼過激派が火炎瓶を投げる事件発生（ひめゆりの塔事件）。
- 1975年 - アポロ・ソユーズテスト計画: アメリカの宇宙船アポロ18号とソ連の宇宙船ソユーズ19号が地球を周回する軌道上でドッキングに成功する。
- 1976年 - 第21回夏季オリンピック、モントリオールオリンピック大会開催。8月1日まで。
- 1976年 - インドネシアが東ティモールを併合。
- 1977年 - 人気絶頂中のアイドルグループキャンディーズが日比谷野外音楽堂でのコンサート中に突然の解散宣言。「普通の女の子に戻りたい」が流行語になる。
- 1979年 - ニカラグアのサンディニスタ民族解放戦線が武装蜂起。19日にアナスタシオ・ソモサ・デバイレ大統領がフロリダの別荘に亡命。
- 1980年 - 鈴木善幸が70代内閣総理大臣に就任し、鈴木善幸内閣が成立。
- 1981年 - ハイアットリージェンシー空中通路落下事故。アメリカミズーリ州カンザスシティのホテルで吊り下げ式の空中通路が落下。114人が死亡し200人以上が負傷した[8]。
- 1982年 - 郷ひろみが「哀愁のカサブランカ」をリリース、自分の歌に順位を付けられないとベストテン番組と賞レース出演を辞退する。
- 1989年 - アメリカ空軍のステルス戦略爆撃機B-2が初飛行。
- 1993年 - 信州博覧会開幕。会期は9月26日まで。
- 1996年 - ポルトガル語諸国共同体結成。
- 1996年 - トランス・ワールド航空800便墜落事故が起こる。
- 1998年 - パプアニューギニア地震。
- 1997年 - ソニーがメモリースティックを発表。
- 1998年 - 国際刑事裁判所の設立に関する国際連合全権外交使節会議において国際刑事裁判所ローマ規程が採択。（国際司法の日）
- 2005年 - 北海道の知床半島（知床）がユネスコの世界遺産に登録される。
- 2007年 - 日本が国際刑事裁判所ローマ規程に批准。規定により10月1日に105カ国目の締約国となる。
- 2007年 - TAM航空3054便オーバーラン事故が起こる。
- 2009年 - 国道162号「阿納尻バイパス」（福井県小浜市阿納尻 - 田烏間）が開通[9]。
- 2010年 - 京成電鉄、京成成田空港線（成田スカイアクセス）（印旛日本医大駅～空港第2ビル駅間）が開通、スカイライナー2代目AE形、同線経由に変更の上運用開始。
- 2011年 - FIFA女子ワールドカップドイツ大会で、日本代表（なでしこジャパン）が初優勝[10]。
- 2014年 - マレーシア航空17便が墜落する[11]。
- 2015年 - 前年の事故で意識不明に陥っていたレーシングドライバー、ジュール・ビアンキが死亡。
- 2016年 - 「ル・コルビュジエの建築作品-近代建築運動への顕著な貢献-」第40回世界遺産委員会で登録が承認される[12]。
- 2018年 - 日本と欧州連合が経済連携協定に署名（日本・EU経済連携協定）[13]。

## 誕生日

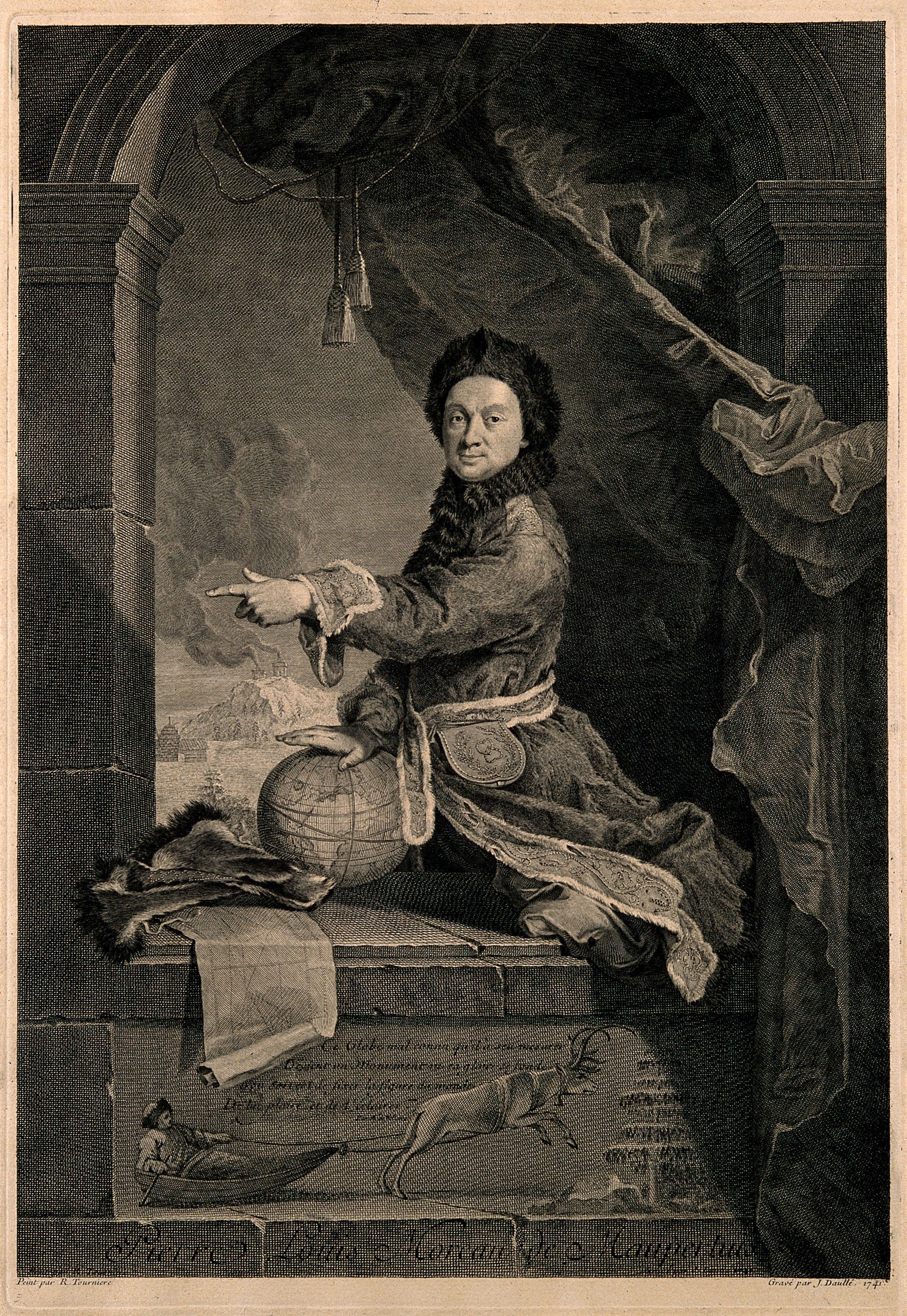
数学者ピエール・ルイ・モーペルテュイ(1698-1759)誕生。ラップランドの観測隊も指揮した。

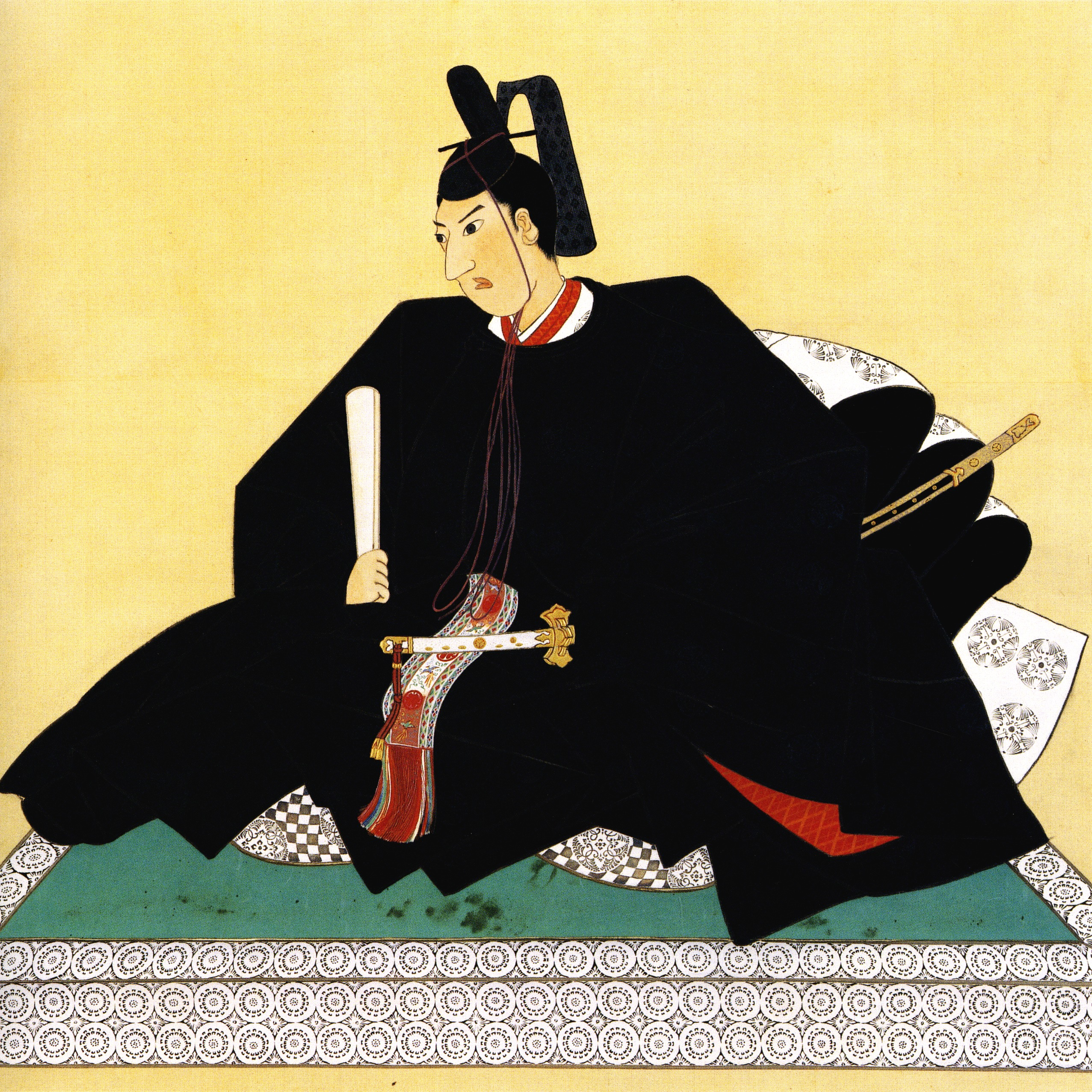
江戸幕府第14代将軍、徳川家茂(1846-1866)誕生。

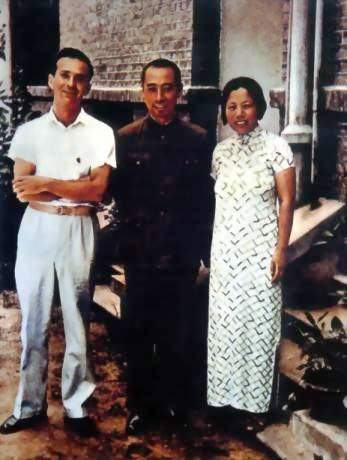
ジャーナリスト、エドガー・スノー(左; 1905-1972)誕生。画像中央は周恩来。

国際オリンピック委員会第7代会長、フアン・アントニオ・サマランチ(1920-2010)誕生。

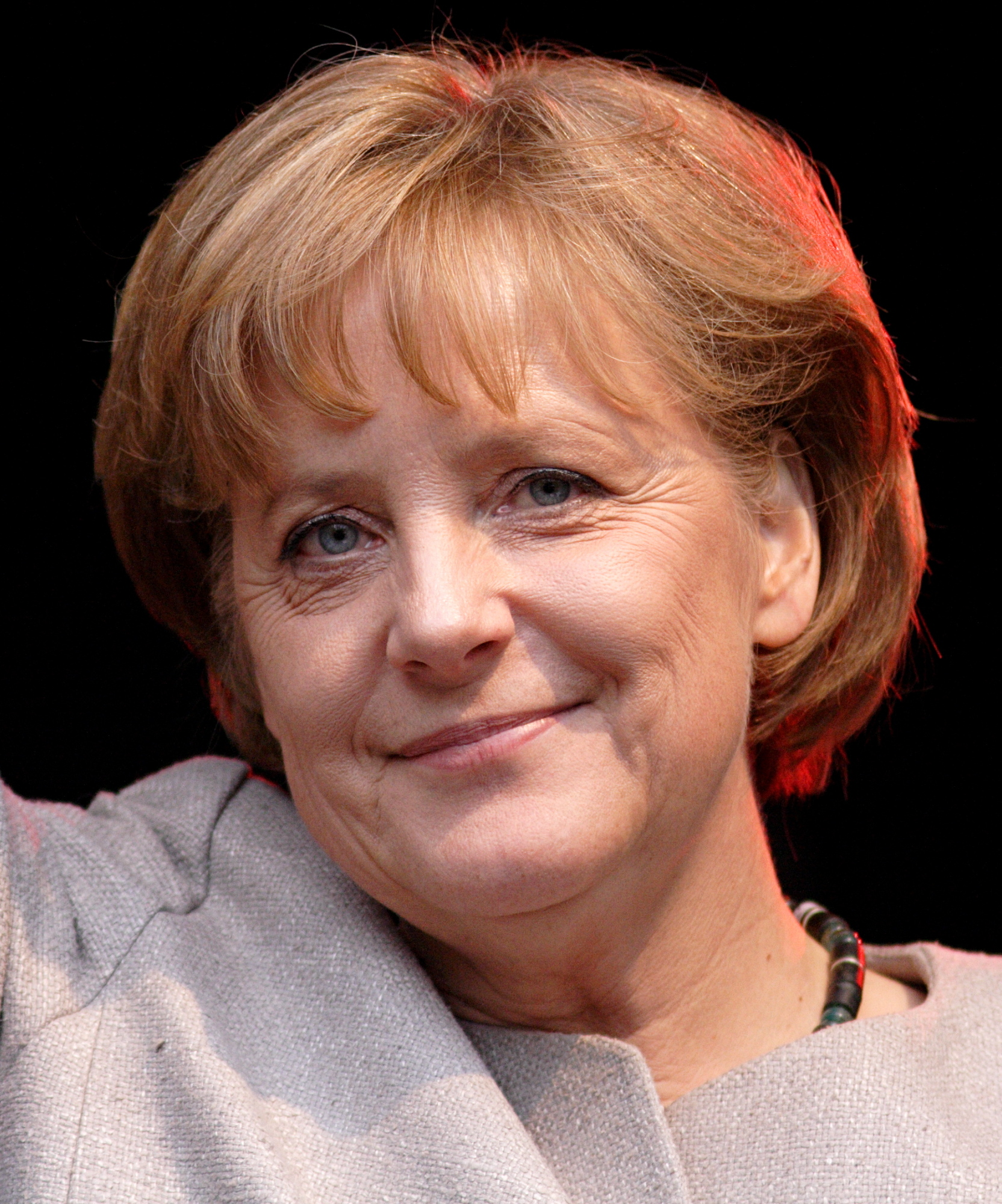
ドイツ第8代連邦首相アンゲラ・メルケル(1954-)誕生。

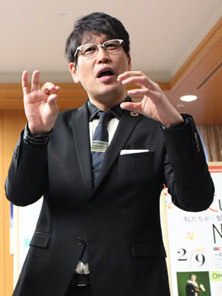
お笑い芸人、古坂大魔王(1973-)誕生。ペンパイナッポーアッポーペンが世界的ヒット。

- 1698年 - ピエール・ルイ・モーペルテュイ、数学者（+ 1759年）
- 1766年（明和3年6月11日） - 井伊直中、近江国彦根藩主（+ 1831年）
- 1788年（天保5年6月14日） - 牧野以成、丹後国田辺藩主（+ 1833年）
- 1796年 - ジャン＝バティスト・カミーユ・コロー、画家（+ 1875年）
- 1797年 - ポール・ドラローシュ、画家（+ 1856年）
- 1827年 - フレデリック・エイベル、化学者（+ 1902年）
- 1834年（天保5年6月11日） - 鍋島直賢、肥前国鹿島藩主（+ 1859年）
- 1846年（弘化3年閏5月24日） - 徳川家茂、江戸幕府第14代将軍（+ 1866年）
- 1866年（慶応2年6月6日） - 三島通良、衛生学者、医師（+ 1925年）
- 1871年 - リオネル・ファイニンガー、画家（+ 1956年）
- 1878年 - 昇曙夢、ロシア文学者（+ 1958年）
- 1888年 - 近藤兵太郎、高校野球指導者（+ 1966年）
- 1897年 - マックス・クノール、物理学者（+ 1969年）
- 1899年 - ジェームズ・キャグニー、俳優（+ 1986年）
- 1901年 - ジョージ・フィリップ・ウェルズ、動物学者（+ 1985年）
- 1903年 - 水島あやめ、脚本家、児童文学作家（+ 1990年）
- 1903年 - 江戸英雄、実業家、三井不動産社長（+ 1997年）
- 1903年 - 竹山道雄、評論家、ドイツ文学者（+ 1984年）
- 1905年 - 平井太郎、政治家、実業家、元四国新聞社・西日本放送社長（+ 1973年）
- 1905年 - エドガー・スノー、ジャーナリスト（+ 1972年）
- 1910年 - 大橋棣、プロ野球選手（+ 2004年）
- 1912年 - 灰山元治、プロ野球選手（+ 1987年）
- 1917年 - ドミトリ・ベリャーエフ、遺伝学者（+ 1985年）
- 1917年 - ルー・ブードロー、プロ野球選手（+ 2001年）
- 1918年 - 堀田善衛、小説家（+ 1998年）
- 1920年 - 玉川スミ、音曲師、三味線漫談家（+ 2012年）
- 1920年 - フアン・アントニオ・サマランチ、IOC第7代会長（+ 2010年）
- 1922年 - 丹波哲郎、俳優（+ 2006年）
- 1924年 - 金山明、画家、芸術家 （+ 2006年）
- 1926年 - 小沢重雄、俳優、声優（+ 2008年）
- 1927年 - ジャン・カサドシュ、ピアニスト（+ 1972年）
- 1928年 - 森浩一、考古学者（+ 2013年）
- 1929年 - 工藤栄一、映画監督（+ 2000年）
- 1931年 - 木下秀雄、俳優、声優（+ 2014年）
- 1932年 - 石堂淑朗、脚本家、評論家（+ 2011年）
- 1932年 - 中村とうよう、音楽評論家、編集者（+ 2011年）
- 1932年 - 青島幸男、タレント、政治家、東京都知事（+ 2006年）
- 1933年 - 淡路恵子、女優（+ 2014年）
- 1934年 - 田所善治郎、プロ野球選手(+ 2021年)
- 1934年 - 東実、元プロ野球選手
- 1935年 - 石井智、アナウンサー（+ 1995年）
- 1935年 - ドナルド・サザーランド、俳優（+ 2024年）
- 1935年 - 矢追純一、ディレクター、テレビタレント
- 1940年 - 植野浩史、元プロ野球選手
- 1940年 - 黒崎武、元プロ野球選手
- 1940年 - C・W・ニコル、作家（+ 2020年）
- 1941年 - 三浦布美子、女優、歌手、舞踊家
- 1941年 - 高木守道、プロ野球選手、監督（+ 2020年）
- 1943年 - 藤田恒美、アナウンサー
- 1943年 - 峰岸徹、俳優（+ 2008年）
- 1944年 - 高橋恭平、実業家、元昭和電工社長
- 1944年 - カルロス・アウベルト、サッカー選手、指導者（+ 2016年）
- 1945年 - アフリク・シモーネ、歌手
- 1948年 - たかお鷹、俳優、声優
- 1948年 - 篠原孝、政治家
- 1950年 - 新井良夫、元プロ野球選手
- 1951年 - 三林京子、女優
- 1952年 - デビッド・ハッセルホフ、俳優
- 1952年 - ニコレット・ラーソン、歌手（+ 1997年）
- 1953年 - 大野徹也、オペラ歌手、テノール
- 1953年 - 鈴木順、アナウンサー
- 1954年 - アンゲラ・メルケル、政治家、ドイツ首相
- 1954年 - 佐々木正洋、アナウンサー
- 1956年 - 中村秀昭、アナウンサー
- 1957年 - 大竹しのぶ、女優
- 1957年 - 吉藤徹、実業家
- 1957年 - 中野英明、元プロ野球選手
- 1958年 - ウォン・カーウァイ、映画監督
- 1958年 - 篠塚勝、俳優
- 1959年 - 杉山清貴、歌手
- 1959年 - 河合じゅんじ、漫画家
- 1960年 - 木原実、気象予報士、俳優
- 1960年 - 村岡耕一、元プロ野球選手
- 1960年 - 野中万寿夫、ミュージカル俳優
- 1961年 - 森澤早苗、女優
- 1961年 - 野口伸、農業工学者
- 1963年 - マッチ・ニッカネン、スキージャンプ選手
- 1963年 - ボビー・シグペン、元プロ野球選手
- 1964年 - 長江健次、俳優、タレント
- 1964年 - 三遊亭大楽、落語家
- 1964年 - 神坂一、小説家、ライトノベル作家
- 1967年 - 大家敏志、政治家
- 1967年 - 大須賀秀徳、実業家
- 1967年 - 北野誠、元サッカー選手、指導者
- 1967年 - 清宮克幸、元ラグビーユニオン選手
- 1969年 - 北村一輝、俳優
- 1970年 - 宅間孝行、俳優
- 1971年 - 田中律子、女優、タレント
- 1971年 - 三笑亭小夢、落語家
- 1971年 - 橋本博行、劇作家、演出家、脚本家
- 1971年 - アレクサンダー大塚、プロレスラー
- 1971年 - 山田喜久夫、元プロ野球選手
- 1972年 - ヤープ・スタム、元サッカー選手
- 1973年 - 古坂大魔王、お笑い芸人、ミュージシャン（NO BOTTOM!）
- 1973年 - 村上大樹、俳優、脚本家、演出家
- 1973年 - 岸川雄二、元プロ野球選手
- 1974年 - 牧野塁、元プロ野球選手
- 1974年 - クラウディオ・ロペス、元サッカー選手
- 1975年 - 三浦淳悟、ベーシスト
- 1975年 - テレンス・タオ、数学者
- 1975年 - ダルード、ディスクジョッキー
- 1976年 - トシ、お笑い芸人（タカアンドトシ）
- 1978年 - ヒカルド・アローナ、柔術世界王者
- 1978年 - ブラント・アスト、元プロ野球選手
- 1978年 - ジュスティーヌ・トリエ、映画監督
- 1978年 - 堂珍敦子、モデル、女優
- 1979年 - 奥村武博、元プロ野球選手、公認会計士
- 1980年 - 池永大輔、元プロ野球選手
- 1981年 - 井上あさひ、NHKアナウンサー
- 1981年 - 植野行雄、お笑い芸人（デニス）
- 1982年 - 筑川利希也、元野球選手
- 1983年 - スティーブ・デラバー、元プロ野球選手
- 1983年 - 薛之謙、シンガーソングライター
- 1984年 - あさみ、元歌手（元カントリー娘。）
- 1985年 - 鈴木葉月、グラビアアイドル、女優
- 1986年 - 柴田講平、元プロ野球選手
- 1986年 - MEME、歌手（ケラケラ）
- 1986年 - 山口賢貴、俳優
- 1987年 - レオネル・カンポス、プロ野球選手
- 1987年 - 笹沼明広、元プロ野球選手
- 1987年 - 羽根田卓也、カヌー選手
- 1987年 - ヤン・チャロウズ、レーシングドライバー
- 1988年 - 浅田舞、モデル、フィギュアスケート選手
- 1988年 - 姫ちゃん、お笑い芸人
- 1988年 - 郭躍、卓球選手
- 1989年 - 山根万理奈、シンガーソングライター
- 1989年 - 藤岡貴裕、元プロ野球選手
- 1990年 - 中野菜摘、元野球選手
- 1990年 - 山下鈴、グラビアアイドル
- 1991年 - 中世古麻衣、モデル、グラビアアイドル
- 1991年 - 陽川尚将、元プロ野球選手
- 1992年 - 梅本まどか、タレント、アイドル（元SKE48）
- 1992年 - 橋本ちなみ、声優
- 1992年 - ビリー・ラード、女優
- 1993年 - 片岡周子、小説家
- 1993年 - 桜井ひかり、女優
- 1993年 - 大川藍、ファッションモデル、タレント、元アイドル（元アイドリング!!!20号）
- 1993年 - としみつ、YouTuber（東海オンエア）
- 1993年 - 松田颯水、声優
- 1994年 - 笹川翼、騎手
- 1994年 - バンジャマン・メンディ、サッカー選手
- 1994年 - ビクトル・リンデロフ、サッカー選手
- 1995年 - 山田愛、バスケットボール選手
- 1996年 - 泉はる、ファッションモデル、タレント
- 1996年 - 北野日奈子、女優、ファッションモデル（元乃木坂46）
- 1996年 - 清宮海斗、プロレスラー、YouTuber
- 1996年 - ウォヌ、アイドル（SEVENTEEN）
- 1997年 - 村松珠希、野球選手
- 1998年 - 澤田汐音、モデル（元Le Lien）
- 1998年 - 油野純帆、アナウンサー
- 1999年 - 髙橋美海、アイドル
- 1999年 - 平野康太郎、アナウンサー
- 1999年 - 湯浅京己、プロ野球選手
- 2000年 - 冨田菜々風、アイドル（≠ME）
- 2000年 - 森重航 - スピードスケート選手
- 2001年 - 井上玲音、アイドル（Juice=Juice、元こぶしファクトリー）
- 2001年 - 齋藤茉日、元ファッションモデル
- 2001年 - 坂口英里、野球選手
- 2002年 - 豊田ルナ、女優、グラビアアイドル
- 2002年 - りせり、ファッションモデル、タレント
- 2002年 - ジョーダン・ロウラー、プロ野球選手
- 2005年 - 村山千夏、インフルエンサー、女優
- 2006年 - 清水大暉、プロ野球選手
- 生年不詳 - 岩崎愛、声優
- 生年不詳 - 植竹香菜、声優
- 生年不詳 - 加藤渉、声優
- 生年不詳 - 山咲しづ香、声優、ナレーター

## 忌日

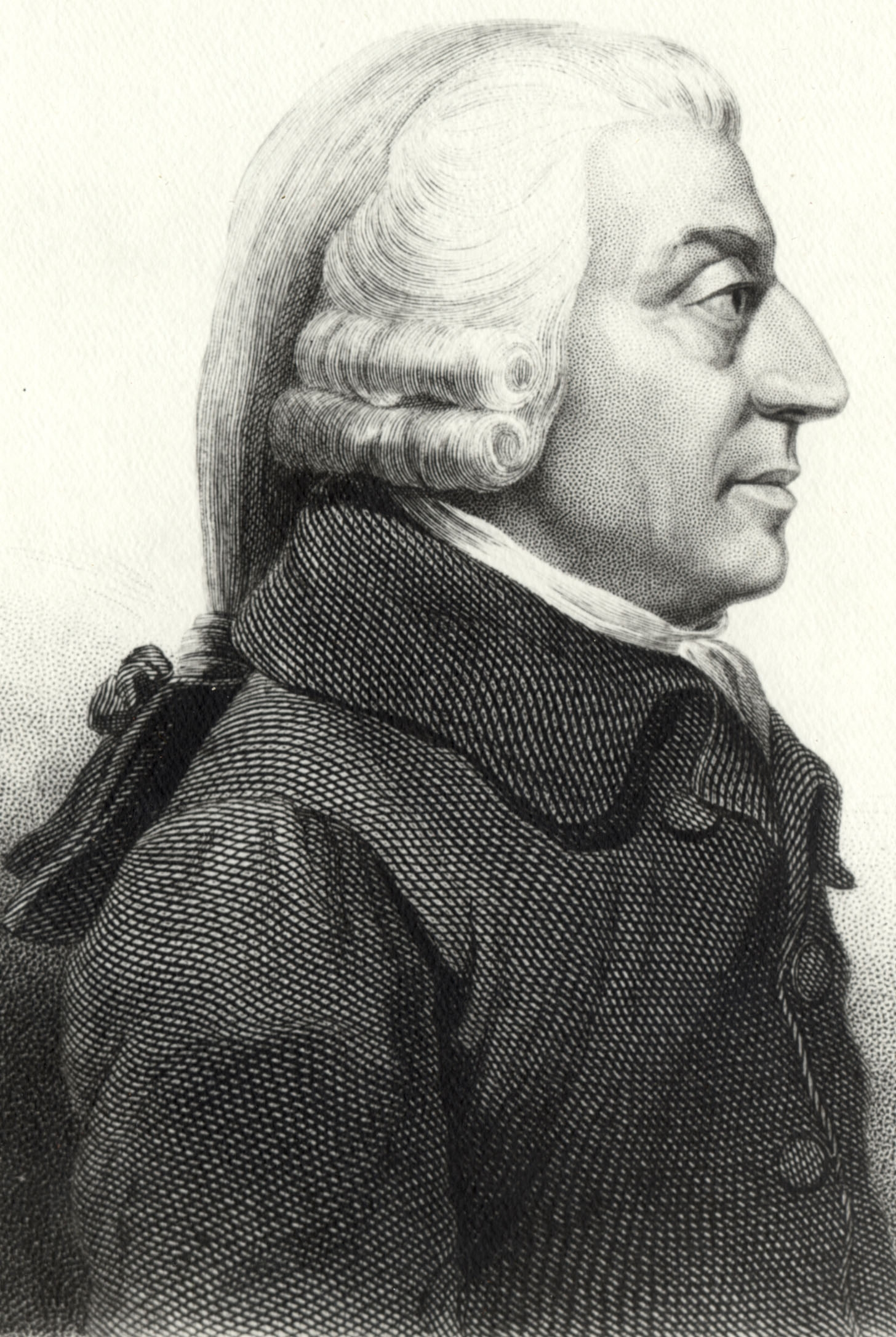
『国富論』の著者アダム・スミス（1723-1790）没。

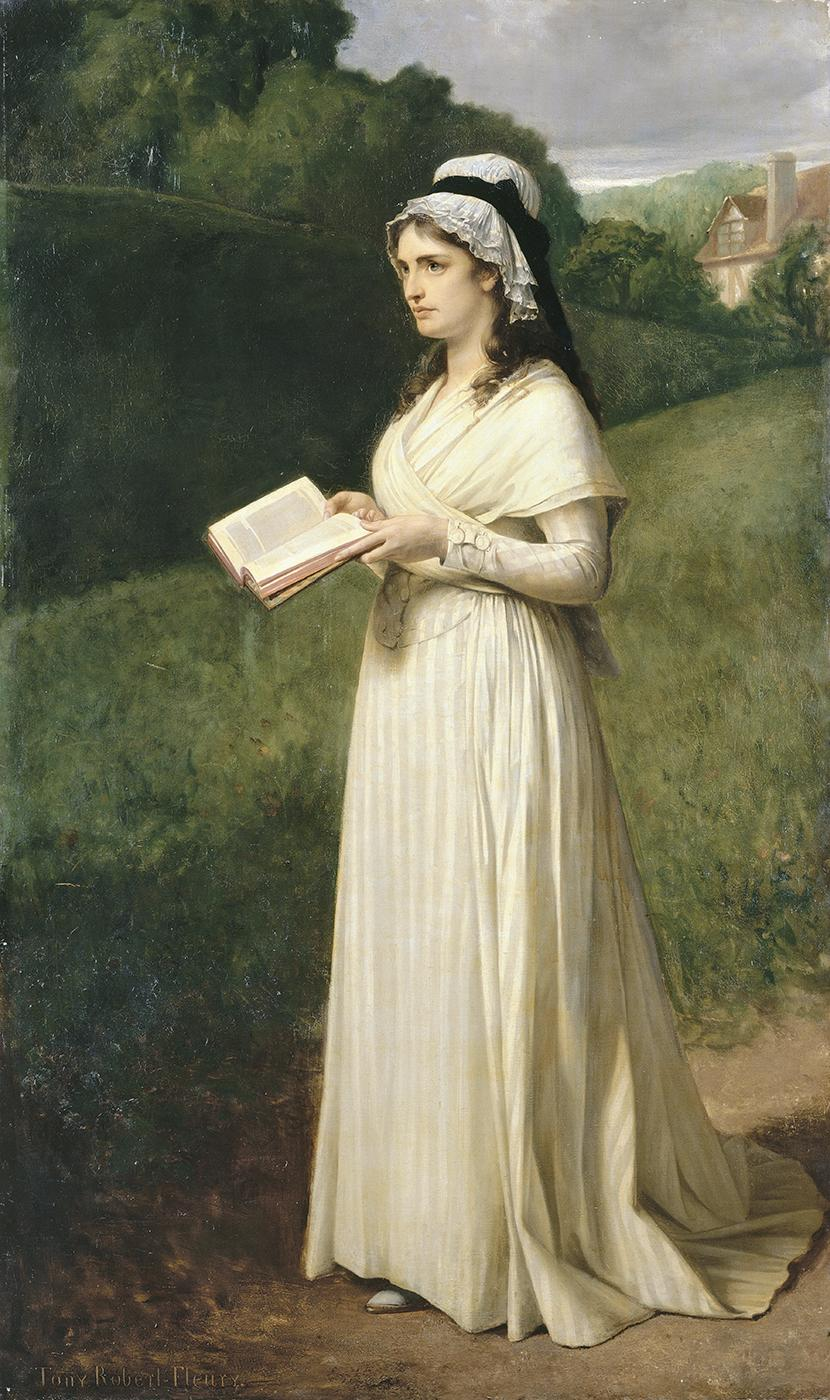
「暗殺の天使」シャルロット・コルデー（1768-1793）死刑。ジャン＝ポール・マラーを暗殺した。

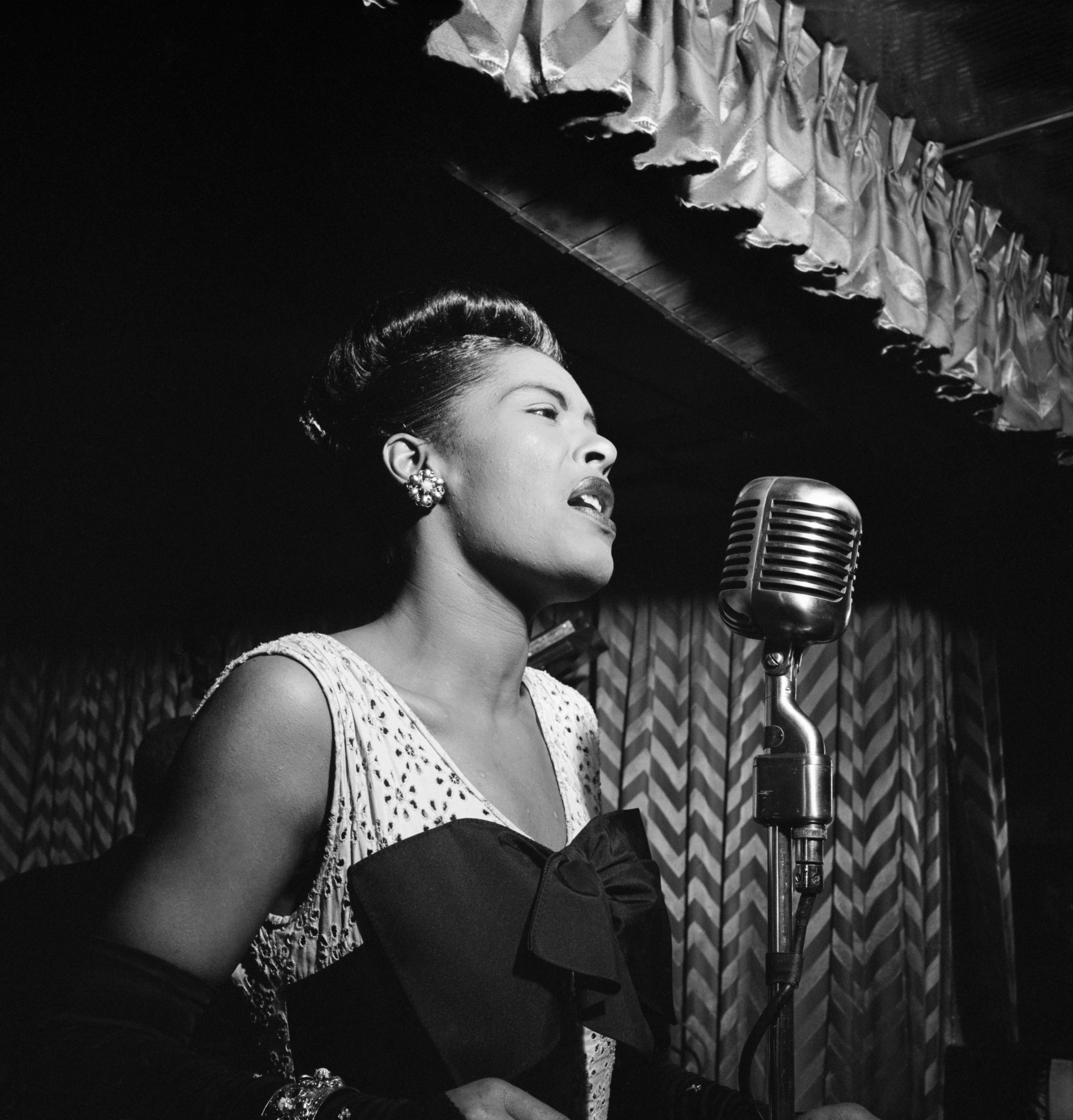
ジャズシンガー、ビリー・ホリデイ(1915-1959)没。

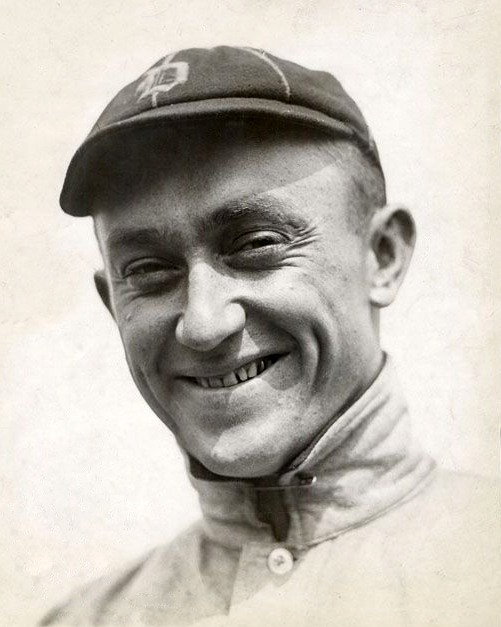
大リーガー、球聖タイ・カッブ(1886-1961)没。

俳優八代目市川雷蔵(1931-1969)没。

- 587年（用明天皇2年6月7日） - 穴穂部皇子、飛鳥時代の皇族
- 924年 - エドワード長兄王、イングランド王（* 870年代）
- 941年（天慶4年6月20日） - 藤原純友、公家（* 893年?）
- 1453年 - ジョン・タルボット、イングランド貴族、軍人（* 1384年/1390年）
- 1588年 - ミマール・スィナン、建築家（* 1489年）
- 1762年 - ピョートル3世、ロシア皇帝（* 1728年）
- 1766年 - ジュゼッペ・カスティリオーネ、宣教師（* 1688年）
- 1790年 - アダム・スミス、経済学者（* 1723年）
- 1793年 - シャルロット・コルデー、ジャン＝ポール・マラーを暗殺した人物（* 1768年）
- 1845年 - 第2代グレイ伯爵チャールズ・グレイ、政治家、イギリスの首相（* 1764年）
- 1871年 - カール・タウジヒ、ピアニスト（* 1841年）
- 1881年 - ジム・ブリッジャー、罠猟師、探検家（* 1804年）
- 1894年 - ヨーゼフ・ヒルトル、医学者（* 1810年）
- 1894年 - シャルル＝マリ＝ルネ・ルコント・ド・リール、詩人（* 1818年）
- 1903年 - ジェームズ・マクニール・ホイッスラー、画家（* 1834年）
- 1907年 - エクトール・アンリ・マロ、小説家（* 1830年）
- 1912年 - アンリ・ポアンカレ、数学者（* 1854年）
- 1918年 - ニコライ2世、ロシア皇帝（* 1868年）
- 1918年 - アレクサンドラ・フョードロヴナ、ロシア皇帝ニコライ2世の皇后（* 1872年）
- 1918年 - オリガ・ニコラエヴナ、ロシア皇帝ニコライ2世の第一皇女（* 1895年）
- 1918年 - タチアナ・ニコラエヴナ、ロシア皇帝ニコライ2世の第二皇女（* 1897年）
- 1918年 - マリア・ニコラエヴナ、ロシア皇帝ニコライ2世の第三皇女（* 1899年）
- 1918年 - アナスタシア・ニコラエヴナ、ロシア皇帝ニコライ2世の第四皇女（* 1901年）
- 1918年 - アレクセイ・ニコラエヴィチ、ロシア皇帝ニコライ2世の第一皇子、皇太子（* 1904年）
- 1918年 - アレクセイ・トルップ、ニコライ2世一家のフットマン（* 1856年）
- 1918年 - エフゲニー・ボトキン、ニコライ2世一家の主治医（* 1865年）
- 1918年 - イヴァン・ハリトーノフ、ニコライ2世一家の料理人（* 1870年）
- 1918年 - アンナ・デミドヴァ、アレクサンドラ皇后専属のメイド（* 1878年）
- 1927年 - ルイーゼ・アドルファ・ル・ボー、作曲家、ピアニスト（* 1850年）
- 1928年 - ジョヴァンニ・ジョリッティ、政治家、イタリア首相（* 1842年）
- 1935年 - ジョージ・ウィリアム・ラッセル、詩人（* 1867年）
- 1935年 - 聶耳、作曲家（* 1911年）
- 1941年 - 二階堂トクヨ、教育者（* 1880年）
- 1941年 - 川端茅舍、俳人（* 1897年）
- 1942年 - レオニード・セドネフ、イパチェフ館の囚人（* 1903年）
- 1943年 - ヴォルフ・エッテル、ドイツ空軍のエース・パイロット（* 1921年）
- 1944年 - ウィリアム・ジェイムズ・サイディズ、数学者（* 1898年）
- 1945年 - エルンスト・ブッシュ、ドイツ陸軍の元帥（* 1885年）
- 1946年 - ドラジャ・ミハイロヴィッチ、チェトニックの指導者（* 1893年）
- 1959年 - ビリー・ホリデイ、ジャズ歌手（* 1915年）
- 1961年 - タイ・カッブ、元プロ野球選手（* 1886年）
- 1961年 - エド・ロイルバック、元プロ野球選手（* 1882年）
- 1967年 - ジョン・コルトレーン、ジャズサキソフォン奏者（* 1926年）
- 1969年 - 市川雷蔵、映画俳優（* 1931年）
- 1974年 - ディジー・ディーン、元プロ野球選手（* 1910年）
- 1975年 - ドナルド・ギリース、数学者、計算機科学者（* 1928年）
- 1977年 - マルクジンスキ、ピアニスト（* 1914年）
- 1981年 - 水原秋桜子、俳人（* 1892年）
- 1987年 - 石原裕次郎、俳優（* 1934年）
- 1988年 - ブルーザー・ブロディ、プロレスラー（* 1946年）
- 1994年 - ジャン・ボロトラ、テニス選手（* 1898年）
- 1994年 - 塩田剛三、武道家、養神館合気道開祖（* 1915年）
- 1995年 - ファン・マヌエル・ファンジオ、元F1ドライバー （* 1911年）
- 2001年 - キャサリン・グレアム、実業家（* 1917年）
- 2002年 - 野瀬正儀、土木工学者、実業家（* 1911年）
- 2002年 - 清水正和、フランス文学者、翻訳家、甲南女子大学名誉教授（*1927年）
- 2003年 - ロザリン・テューレック、ピアニスト（* 1914年）
- 2004年 - 鈴木義司、漫画家（* 1928年）
- 2005年 - ジェラルディン・フィッツジェラルド、女優（* 1913年）
- 2005年 - エドワード・ヒース、政治家、イギリス首相（* 1916年）
- 2005年 - パット・ローチ、元プロレスラー、俳優（* 1937年）
- 2005年 - 明智伝鬼、緊縛師（* 1940年）
- 2006年 - ミッキー・スピレイン、小説家（* 1918年）
- 2006年 - 勝忠男、興行師、芸能プロモーター、松竹芸能創業者（* 1926年）
- 2007年 - 股野景親、外交官（* 1935年）
- 2008年 - 千野忠男、大蔵官僚、アジア開発銀行元総裁（* 1934年）
- 2009年 - ジャン・マルジョー、司祭、カトリック教会枢機卿（* 1916年）
- 2009年 - ウォルター・クロンカイト、ジャーナリスト、アンカーマン（* 1916年）
- 2009年 - レシェク・コワコフスキ、作家、哲学者（* 1927年）
- 2010年 - 石井好子、シャンソン歌手、ジャズシンガー、エッセイスト（* 1922年）
- 2011年 - フアン・マリーア・ボルダベリー、政治家、ウルグアイ大統領（* 1928年）
- 2011年 - 森孝慈、元サッカー選手、監督（* 1943年）
- 2011年 - TAIJI、ミュージシャン（* 1966年）
- 2012年 - イルハン・ミマールオール、作曲家、演奏家（* 1926年）
- 2012年 - 小島秀哉、俳優（* 1934年）
- 2014年 - 古賀登、東洋史学者、早稲田大学名誉教授（* 1926年）
- 2014年 - 松岡雅俊、元プロ野球選手（* 1932年）
- 2014年 - ヘンリー・ハーツフィールド、宇宙飛行士（* 1933年）
- 2014年 - 経種廉彦、テノール歌手、音楽教育者（* 1962年）
- 2015年 - わかやまけん、絵本作家（* 1930年）
- 2015年 - ジュール・ビアンキ、F1ドライバー（* 1989年）
- 2017年 - 蔡焜燦、実業家、偉詮電子股份有限公司創業者（* 1927年）
- 2017年 - 乾由明、美術史家、京都大学・金沢美術工芸大学名誉教授、兵庫陶芸美術館名誉館長（* 1927年）
- 2017年 - 新谷昌明、政治家、元北海道小樽市長、北海道副知事（* 1929年）
- 2017年 - 安福建雄、能楽師、人間国宝（* 1938年）
- 2018年 - 浜田知明、版画家、彫刻家（* 1917年）
- 2018年 - ヒュー・ホワイトモア、劇作家、脚本家（* 1936年）
- 2018年 - イボンヌ・ブレイク、衣装デザイナー（* 1940年）
- 2018年 - ゲイリー・ビーチ、俳優（* 1947年）
- 2018年 - 岩渕美克、政治学者（* 1958年）
- 2019年 - アンドレア・カミッレーリ、小説家、脚本家、演出家（* 1925年）
- 2019年 - 草川昭三、政治家（* 1928年）
- 2019年 - パンプシー・グリーン、プロ野球選手（* 1933年）
- 2019年 - ロベール・ヴァサイジュ、サッカー選手、指導者（* 1939年）
- 2020年 - ジジ・ジャンメール、バレエダンサー、歌手、俳優（* 1924年）
- 2020年 - ロン・トーラナック、自動車技術者（* 1925年）
- 2020年 - ジェームズ・パッカー、牧師、福音派神学者（* 1926年）
- 2020年 - 倉松功、神学者（* 1928年）
- 2020年 - ジョン・ルイス、政治家、公民権運動活動家（* 1940年）
- 2020年 - シルビオ・マルソリーニ、サッカー選手、指導者（* 1940年）
- 2020年 - マイケル・シルヴァスティン、言語学者、言語人類学者（* 1945年）
- 2022年 - 近藤信行、文芸評論家、編集者（* 1931年）
- 2022年 - 久保山誠、元プロ野球選手（* 1934年）
- 2023年 - ジョアン・ドナート、ミュージシャン（* 1934年）
- 2023年 - 中島弘明、実業家、メディキット創業者（* 1935年）
- 2023年 - パリーニャ、サッカー選手（* 1950年）
- 2024年 - 河東けい、俳優（* 1925年）
- 2024年 - 櫻井英樹、有機化学者、文化功労者、東北大学名誉教授（* 1931年）
- 2024年 - チェン・ペイペイ、女優（* 1946年）
- 2025年 - 利島康司、安川電機社長、会長、北九州商工会議所会頭（* 1941年）
- 2025年 - 野瀬豊、政治家、福井県大飯郡高浜町長（* 1960年）

## 記念日・年中行事
- 海の日（ 日本、2006年・2017年・2023年・2028年）※7月の第3月曜日
- 漫画の日
1841年のこの日、イギリスで風刺漫画週刊誌『パンチ』が発刊されたことを記念[14]。そのほか漫画の日には11月3日（手塚治虫の誕生日を祝して2002年に日本漫画家協会と出版社5社が提唱）とするもの、2月9日（手塚治虫の死没日を記念すべく古書店まんだらけが提唱）とするものがある。
- 東京の日（ 日本）
慶応4年旧暦7月17日（1868年9月3日）、明治天皇の詔勅により「江戸」が「東亰（とうけい）」に改称されたことを記念。
- 制憲節（ 韓国）
1948年のこの日に、大韓民国憲法が制定されたことに由来。この日に憲法が制定されたのは、朝鮮王朝の建国日が7月17日だったためであると言われている。
- 祇園祭 山鉾巡行（ 日本 京都市）
1966年から2013年はこの日にまとめて行われていたが、2014年より、前祭（さきのまつり）をこの日に行っている（後祭（あとのまつり）は7月24日）。
- 理学療法の日（ 日本）
1966年（昭和41年）のこの日に有資格理学療法士110名により日本理学療法士協会が結成されたことを記念して、同会が制定。理学療法とは、病気や怪我などによって運動機能が低下した状態の人々に対して、運動機能の維持・改善を目的に運動、温熱、電気、水、光線などの物理的手段を用いて行われる治療のこと[15]。
- あじさい忌（ 日本）
俳優・石原裕次郎の1987年の忌日。「あじさい忌」の名称は、石原が生前アジサイの花が好きだったことにちなむ[16]。
- 国際司法の日（英語版）（ 世界）
1998年のこの日、国際刑事裁判所の設立に関する国際連合全権外交使節会議において国際刑事裁判所ローマ規程が採択されたことを記念。
- 独立宣言記念日（ スロバキア）
1992年のこの日にチェコスロバキアのスロバキア国民議会（現・スロバキア共和国国民議会）がスロバキア共和国の国家主権宣言を採択したことを記念。
- 国王誕生日（ レソト）
レソト国王レツィエ3世（1997年戴冠）の誕生日。
- 世界絵文字デー（ 世界）
絵文字情報ウェブサイトEmojipediaの管理者が2014年より独自に提唱したことから定着。iOSで表示されるカレンダーの絵文字（📅）の日付が7月17日だったため。なお、そもそも7月17日になっていた理由は、Appleが2002年にMacのカレンダーアプリ「iCal」を発表した日だったことからである[17]。
- セントラル浄水器の日（ 日本）
セントラル浄水器の良さをより多くの人に知ってもらうことを目的に、株式会社アクアス総研が制定[18]。日付は同社の設立日から。